# Holi

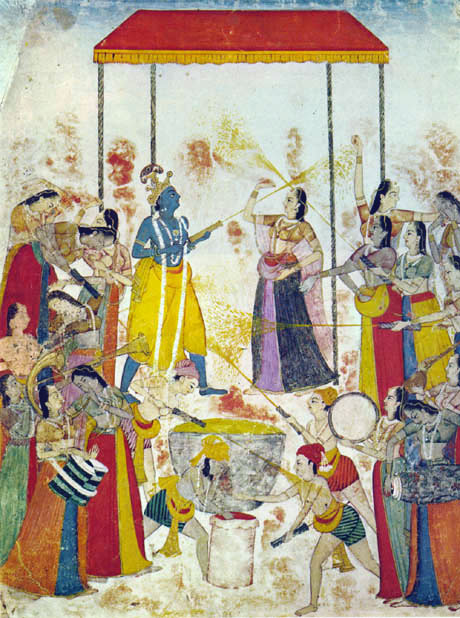
Forntida miniatyr föreställande Holi

Holi (även Phalgunotsava eller "färgernas fest") är en hinduisk vårfest. Den infinner sig i allmänhet under två dagar, vid den fullmåne som inträffar mellan mitten av februari och mitten av mars månad. Den första dagen i Holi firas med en vårbrasa, som symboliserar brännandet av Holika.  Den andra dagen i holi benämns Rangapanchami, och högtidlighålls genom att människor går omkring och skvätter färg på alla de möter. En särskild dryck, kallad bhang, spetsad med marijuana dricks, och gäster bjuds hem för privata fester och privat firande av Holi.

## Mytologiskbakgrund
Hiranyakashipu, demonernas kung, hade av Brahma gjorts så gott som odödlig. Demonkungen blev därför alltmer högfärdig och angrep såväl himmel som jord. Demonkungens son Prahlad var trots sin fader en tillbedjare av Vishnu, och fortsatte vara detta, trots allt starkare hot från fadern. Slutligen utmanade fadern Prahlad att sätta sig på en eld sida vid sida med systern Holika (som inte kunde skadas av elden). Prahlad antog utmaningen, och överlevde elden utan skador, medan systern trots sin osårbarhet mot elden denna gång tillintetgjordes av den.